# В винном отражении
«В винном отражении» — российский художественный фильм, поставленный режиссёром Виталием Музыченко и снятый в 2019 году. Картина вышла в прокат 27 мая 2021 года, став первым российским фильмом о вине.

## Сюжет
«В винном отражении» представляет собой киноальманах из четырёх не связанных общим сюжетом новелл, действие которых происходит во Франции, Грузии, Англии и Италии.

### «Дуэль» (Франция)
Маленький патриархальный городок во Франции. Ресторатор выясняет отношения с гостем из Азии. Предмет спора — сорокалетнее бургундское вино стоимостью 2000 евро. Гость утверждает, что оно испорчено. Ситуация достигает апогея, когда на территории заведения объявляется местный полицейский.

### «Корни» (Грузия)
В дом старого винодела возвращается его сын Хвича, который приехал забрать у отца единственный смысл его жизни — внука Георгия. В свою очередь Георгий, перенимающий ремесло винодела, должен сделать выбор между учёбой в США и дедовским виноградником.

### «Шалость» (Англия)
Два молодых актёра решают подурачиться. Они разбираются в вине только с помощью всемирной паутины, но это не мешает им вживаться в новые роли и строить из себя богачей начала XX века. Насколько они хороши как актёры — судить персоналу ресторана, в котором они заказывают дорогое шампанское.

### «Месса» (Италия)
Священник, получивший в наследство винодельню, не готов относиться к вину как к товару и совсем не рад появлению богатого почитателя вина, решившего выкупить хозяйство его дяди. В споре двух разных миров каждый будет пытаться переубедить оппонента и склонить его к своему пониманию предназначения древнейшего напитка.

## В ролях
| Антуан Ру            | Antoine Roux          | владелец ресторана | «Дуэль»   |
| Ив Йан               | Yves Yan              | гость              | «Дуэль»   |
| Салим Торки          | Salim Torki           | полицейский        | «Дуэль»   |
| Жан Ноэль Мартин     | Jean Noel Martin      | шеф                | «Дуэль»   |
| Зураб Кипшидзе       | Zurab Kipshidze       | Пето               | «Корни»   |
| Георгий Кипшидзе     | Georgy Kipshidze      | Хвича              | «Корни»   |
| Резо Хецуриани       | Rezo Khetsuriani      | Георгий            | «Корни»   |
| Джейк Уильям Франсис | Jake Williams Francis | Тим                | «Шалость» |
| Амелия Ландер        | Amelia Lander         | Клара              | «Шалость» |
| Стюарт Сешонз        | Stuart Sessions       | метрдотель         | «Шалость» |
| Диего Фачотти        | Diego Facciotti       | священник          | «Месса»   |
| Руджеро Фьорезе      | Rudgero Fiorese       | синьор Бьянки      | «Месса»   |

## Производство

### Предыстория
Автором оригинального замысла и идейным вдохновителем картины стал основатель и вице-президент группы компаний Simple Анатолий Корнеев, после того как увидел в «Фейсбуке» учебную киноработу Виталия Музыченко, который до начала карьеры в кино 15 лет работал профессиональным сомелье: «Я подумал, надо же, и это сомелье снимают такое славное авторское кино, а почему бы нам не сделать вместе кино о вине».
Оператором-постановщиком фильма стал Андрей Зубарев, принимавший участие в создании фильмов «Учителя» и «Пустите детей», а композитором — Александр Шульгин.
Концептуальным названием ленты было «Вино, я люблю тебя!» — отсылка к французскому киноальманаху 2006 года «Париж, я люблю тебя!».

### Технические решения
Съёмки проходили в Провансе, Рача-Лечхуми, Лондоне, Тоскане и Венето. Съёмочные группы формировались в каждой стране отдельно. Создатели фильма стремились сохранить аутентичность каждого региона и национальные особенности в характерах героев, поэтому во всех четырёх новеллах действие происходит на родном языке, а в прокат фильм выходит с русскими субтитрами.

### Прокат
Постпродакшн фильма был закончен в конце 2019 года, но в условиях наступившей пандемии впервые в России фильм был показан на фестивале «Окно в Европу» в декабре 2020 года. В широкий прокат лента вышла 27 мая 2021 года.

## Награды
В качестве конкурсной работы в 2020 году фильм «В винном отражении» был показан на международном кинофестивале в Сан-Диего (San Diego International Film Festival), показан на международном кинофестивале в Канаде Devour! The Food Film Fest, посвящённом гастрономии, и на фестивале российского кино «Окно в Европу». В том же году картина отметилась на кинофестивале в Сиэтле Seattle Film Festival, получив «золото» сразу в двух номинациях — «Лучший сценарий» и «Лучший продакшн», и стала финалистом Helan Hong Golden Tree International Film Festival, посвященного фильмам о вине.
|   | Название                                                                   |      | Статус                                                                              |
| 1 | San Diego International Film Festival                                      | 2020 | Участник конкурсной программы                                                       |
| 2 | Helan Hong Golden Tree International Film Festival — Wine Industry Edition | 2020 | Финалист                                                                            |
| 3 | Seattle Film Festival                                                      | 2020 | Номинация Best Screenplay Feature Film (World Competition) — победитель             |
| 4 | Seattle Film Festival                                                      | 2020 | Номинация Best Production Design in a Feature Film (World Competition) — победитель |
| 5 | Фестиваль российского кино «Окно в Европу»                                 | 2020 | Участник (официальная премьера в России)                                            |
| 6 | Devour Food Film Fest                                                      | 2020 | Участник                                                                            |

## Отзывы и критика
Кинокритик Юрий Гладильщиков выразил приятное удивление работой режиссёра Виталия Музыченко, посчитав необходимым привлечь внимание к фильму, который зритель мог и не заметить.